# المپیک تابستانی ۱۹۴۴
بازی‌های المپیک تابستانی ۱۹۴۴ که قرار بود در لندن انگلستان برگزار شود به علت جنگ جهانی دوم لغو شد. به همین علت بازیهای المپیک ۱۹۴۸ بدون برگزاری انتخابات به لندن واگذار شد.

## انتخاب میزبان
کاندیداها:
1.رم-ایتالیای فاشیستی (۱۹۲۲ تا ۱۹۴۳)
2.لوزان-سوئیس
3.بوداپست-پادشاهی مجارستان (۱۹۲۰–۱۹۴۶)
4.هلسینکی-فنلاند
5.لندن-بریتانیا{برای دومین بار}
6.آتن-پادشاهی یونان{برای دومین بار}
7.دیترویت-ایالات متحده آمریکا
8.مونترآل-کانادا

انتخاب: لندن{برای دومین بار}
محل رای گیری: لندن-بریتانیا